# Grazioso I di Sutri
Grazioso (fl. VII secolo) è stato vescovo di Sutri, storicamente documentato nel 680.

## Biografia
Non si hanno notizie sulla vita e l'operato del vescovo Grazioso. È noto solo per la sua partecipazione al concilio romano indetto il 27 marzo 680 da papa Agatone nel monastero di San Martino, presso la basilica di San Pietro.
Questo concilio fu occasionato dal prolungarsi della crisi monotelita, che ancora nella seconda metà del VII secolo divideva la cristianità. Per ristabilire la pace religiosa nell'impero, il nuovo sovrano Costantino IV Pogonato scrisse nel 678 una lettera a papa Dono, per sollecitare l'invio a Costantinopoli di una delegazione di prelati e monaci occidentali e giungere alla soluzione della crisi tramite la convocazione di un concilio ecumenico. Quando la lettera giunse a Roma, Dono era morto ed era stato eletto papa Agatone. Questi preferì non rispondere subito all'imperatore, ma raccogliere il maggior consenso possibile tra i vescovi occidentali attorno alla posizione teologica che era stata di papa Martino I e dei suoi successori.
Con questo intento il papa convocò il 27 marzo 680 un concilio al quale presero parte 124 vescovi, quasi tutti dell'Italia. Gratiosus episcopus sanctae ecclesiae Sutrinae provinciae Tusciae sottoscrisse in 107ª posizione, tra Amatore di Blera e Teodoto di Nepi,  la lettera sinodale con la quale il concilio riaffermava la dottrina cattolica delle due volontà e delle due operatività in Cristo.
La lettera sinodale venne portata a Costantinopoli dai delegati della Chiesa romana, tra i quali i futuri papi Giovanni V e Costantino, e dai vescovi rappresentanti l'Occidente cristiano, ossia Giovanni di Reggio in Calabria, Abbondanzio di Tempsa e Giovanni di Porto. Il 7 novembre prese avvio il concilio ecumenico, durante il quale venne solennemente letta e approvata la lettera sinodale romana, che fu allegata, assieme alle sottoscrizioni, agli atti ufficiali del concilio. Diversi storici ed eruditi del passato, tra cui Ferdinando Ughelli e Gaetano Moroni, hanno erroneamente ritenuto che i firmatari della lettera sinodale fossero fra i partecipanti del concilio ecumenico.